# Okręty podwodne typu Mackerel
Okręty podwodne typu Mackerel – typ amerykańskich okrętów podwodnych zaprojektowanych w drugiej połowie lat 30. dla zastąpienia przestarzałych jednostek typu O, R i S. W latach 1939–1940 zbudowano dwie jednostki tego typu, które otrzymały nazwy Mackerel i Marlin. 
Po przystąpieniu Stanów Zjednoczonych do wojny zrezygnowano z budowy dalszych jednostek tego typu. Dostępne środki skoncentrowano na budowie większych okrętów podwodnych typu Gato.
Po przyjęciu do służby oba okręty zostały poddane intensywnym próbom morskim, mającym na celu ocenę nowej konstrukcji oraz wykrycie i eliminację wszelkich problemów wieku dziecięcego, typowych dla nowo zaprojektowanych jednostek.
Wobec zaniechania dalszej budowy okrętów tego typu, Mackerel i Marlin zostały zaklasyfikowane jako jednostki eksperymentalne. W czasie II wojny światowowej zostały przydzielone do Submarine Squadron 1 w New London w stanie Connecticut, na wschodnim wybrzeżu Stanów Zjednoczonych. Realizowały szerokie zadania szkoleniowe, począwszy od przysposobienia rekrutów do służby na okrętach podwodnych, poprzez kursy dowódców okrętów podwodnych, aż po rolę okrętu-celu w trakcie ćwiczeń zwalczania wrogich okrętów podwodnych organizowanych dla sil nawodnych. Dodatkowo były wykorzystywane do testów morskich nowego wyposażenia i uzbrojenia torpedowego. 
Podczas całej wojny jedynie USS „Mackerel” (SS-204) zgłosił kontakt z wrogiem. W nocy 14 kwietnia 1942 r. odbywajacy rutynowy resj szkolny na Atlantyku USS „Mackerel” został prawdopodobnie zaatakowany przez U-Boota. Niemiecki okręt odpalił dwie torpedy, które okazały się niecelne.
Po zakończeniu wojny, oba okręty szybko wycofano ze służby, co nastapilo już w listopadzie 1945 r. Następnie obie jednostki zostały sprzedane na złom.